# Crisi de l'estret d'Ormuz
La crisi de l'estret d'Ormuz va sorgir el 27 de desembre del 2011, en el context del reforçament de les sancions imposades a l'Iran per part de diversos països degut al seu controvertit programa nuclear, però també a causa de l'anunci fet pel primer vicepresident iranià Mohammad Reza Rahimi de tancar l'estret d'Ormuz en cas que hi haja sancions contra les exportacions iranianes de petroli.
Això comportà la reacció dels Estats Units, França i Regne Unit, que decidiren enviar flotes de guerra per evitar qualsevol tipus d'intent de bloqueig de l'estret, el qual és una via marítima crucial per al trànsit de petroli. L'Iran hi realitzà exercicis amb flota de guerra i assajos amb míssils balístics.
Per tot plegat, la Unió Europea decideix d'un corralito el 23 de gener del 2012. El 80% de les exportacions iranianes són directament atorgades al petroli i, efectivament, d'aquest percentatge, un 20% anava destinat a la Unió Europea. En el mateix intent, altres països asiàtics com el Japó i Corea del Sud han decidit que reduirien les importacions de petroli iranià.